# چا این‌ها
چا این‌ها (به انگلیسی: Cha In-ha)(زاده ۱۹۹۲–۲۰۱۹) بازیگر کره‌ای  که بیشتر برای بازی در فیلم‌های The Banker, Clean with Passion for Now، و Love with Flaws شناخته شده است. او یکی از اعضای گروه بازیگری Surprise U بود.

## زندگی
چا این‌ها در ۱۵ جولای ۱۹۹۲، در سئول متولد شد.
در سال ۲۰۱۷، او حرفه بازیگری خود را به عنوان یکی از پنج عضو گروه بازیگری Surprise U آغاز کرد.

## آثار
- فیلم سینمایی Deep Inside of Me
- فیلم سینمایی Clean with Passion for Now در نقش هوانگ جائه مین
- فیلم کوتاه You, Deep Inside of Me
- فیلم آیا شما انسان هستید؟
- فیلم حرارت عشق

همچنین هنگام مرگ، در حال بازی در فیلم عشق با عیب بود.

## درگذشت
چا این‌ها در ۳ دسامبر ۲۰۱۹ به دلایل نامعلوم درگذشت. جسد او در خانه اش در منطقه گانگنام سئول توسط مدیرش پیدا شد. یک سخنگوی پلیس اظهار داشت که چا «هیچ وصیت نامه یا پیام نهایی» باقی نگذاشته‌است، و خانواده او درخواست کرده‌اند کالبد شکافی انجام نشود.
نیویورک تایمز، گاردین و ددلاین هالیوود مرگ او را با سولی و گو هارا مقایسه کرده‌اند.